# Hackstruck
Koordinaten: 53° 56′ 40″ N, 9° 30′ 3″ O

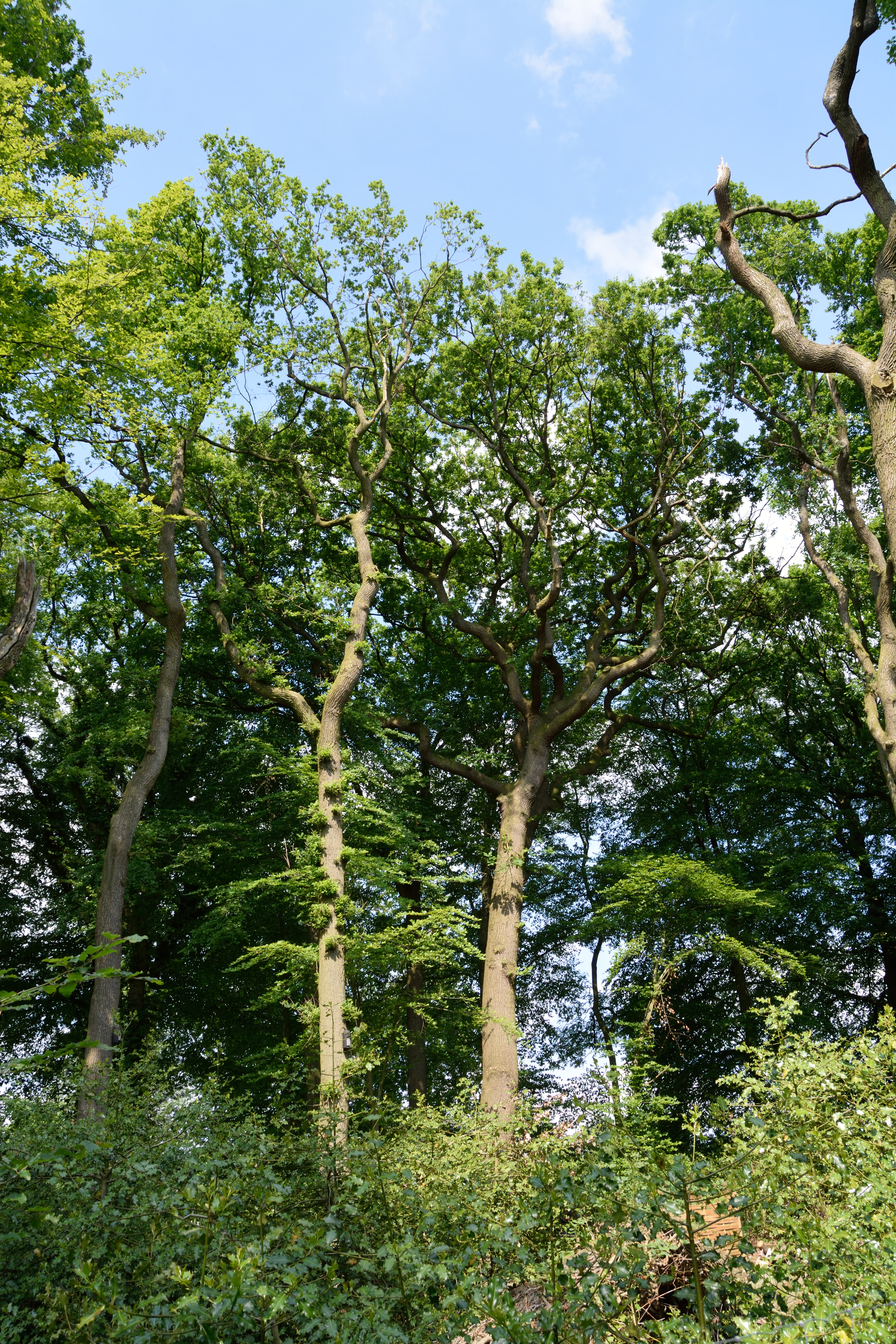
Am nördlichen Rand vom „Hackstruck“

Der Hackstruck ist ein 18 ha großer Wald in Itzehoe im Kreis Steinburg in Schleswig-Holstein.

## Beschreibung
Die Waldfläche befindet sich zwischen dem Klinikum Itzehoe und der Edendorfer Tonkuhle. Er wurde am 22. Oktober 1940 als ursprünglich 21 ha großes Landschaftsschutzgebiet ausgewiesen. 2015
wurden 3,2 ha der Fläche für die Erweiterung des Klinikums von der Unterschutzstellung ausgenommen.